# Stephania sasakii
Stephania sasakii är en tvåhjärtbladig växtart som beskrevs av Bunzo Hayata och Yoshimatsu Yamamoto. Stephania sasakii ingår i släktet Stephania och familjen Menispermaceae. Inga underarter finns listade i Catalogue of Life.